# Poszuszwie
Poszuszwie (lit. Pašušvys) – miasteczko na Litwie, położone w okręgu szawelskim w rejonie radziwiliskim, 5 km na północny zachód od Grinkiszek, 395 mieszkańców (2001). Miasteczko znajduje się w starostwie Grinkiszki.
Znajduje się tu kościół, szkoła, poczta i biblioteka. Kościół zbudowany w latach 1792-1798 z długim transeptem i zakrystią w podziemiu, obok dzwonnica z tego samego okresu. 2 km dalej we wsi o tej samej nazwie dwór z XIX wieku rodziny Burniewiczów lub Surniewiczów z portykiem wspartym na sześciu kolumnach i trójkondygnacyjną wieżą.